# Mašen'ka
Mašen'ka (Машенька) è un film del 1942 diretto da Julij Jakovlevič Rajzman.